# تینبرگن ۱۰۴۳۴
سیارک ۱۰۴۳۴ (به انگلیسی: 10434 Tinbergen، نامگذاری:4722P-L) ده هزار و چهارصد و سی و چهارمین سیارک کشف شده‌است که در ۲۴ سپتامبر ۱۹۶۰ کشف شد.
قدر مطلق سیارک برابر ۱۴٫۴۰ است.